# Liam D’Arcy Brown

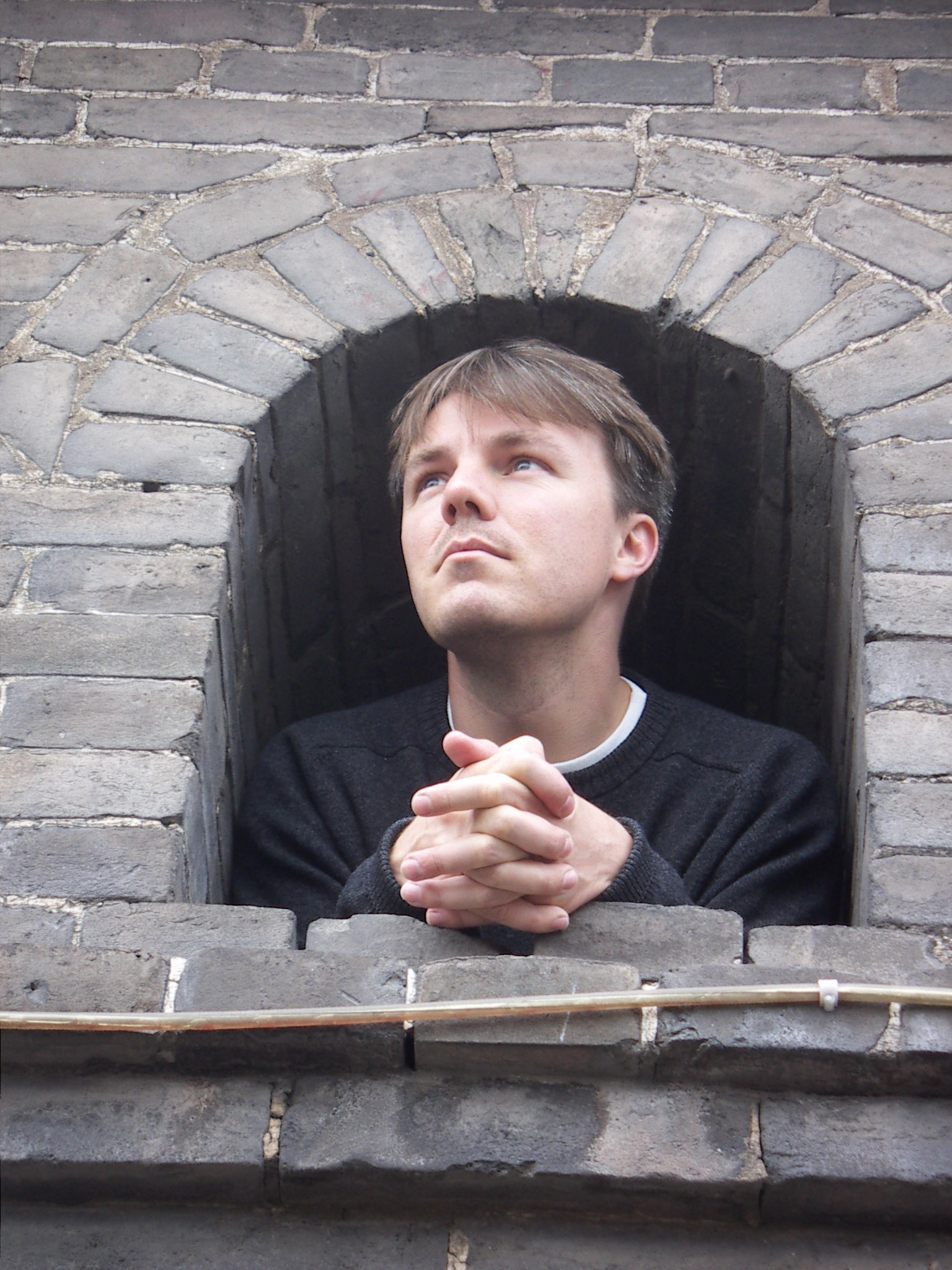
Liam D’Arcy Brown, 2004

Liam James D’Arcy Brown (* 1970 in London Borough of Lewisham) ist ein britischer Sinologe und Reiseschriftsteller.

## Leben
Liam D’Arcy Brown studierte Sinologie an der University of Oxford und nach dem Grundstudium der chinesischen Sprache, Schrift, Philosophie und Geschichte an der Fudan-Universität in Shanghai. Sein erstes Buch Green Dragon, Sombre Warrior: Travels to China's Extremes wurde ein großer Erfolg bei der Leserschaft. Er lebt heute mit seiner Ehefrau Becky in der Grafschaft Warwickshire.

## Werke (Auswahl)
- 2004 Green Dragon, Sombre Warrior: Travels to China's Extremes, John Murray (Hrsg.) ISBN 0-7195-6507-3.